# 가와나카 겐타
가와나카 겐타(일본어: 川中 健太, 1997년 11월 5일~)는 일본의 축구 선수이다.

## 구단 경력
그는 2016년 SV 호른에 입단했다. 2019년 J3리그의 후쿠시마 유나이티드 FC로 이적했다. 2020년 일본 풋볼 리그의 FC 카구라 시마네로 이적했다. 그 후 베어틴 미에와 오키나와 SV에서 뛰었다.